# أمرة (لاريجان السفلي)
أمرة (بالفارسية: امره) هي قرية تقع في إيران في قسم لاریجان السفلی الريفي. يقدر عدد سكانها بـ 45 نسمة بحسب إحصاء 2016.